# Columbia Journalism Review
La Columbia Journalism Review (CJR) es una revista estadounidense para periodistas profesionales que ha sido publicada por la Escuela de Periodismo de la Universidad de Columbia desde 1961. Su contenido incluye tendencias de la industria de noticias y medios, análisis, ética profesional e historias detrás de las noticias. Su editor desde 2016 es Kyle Pope.
La revista impresa originalmente era publicada de manera bimensual, pero en octubre de 2015, se anunció que la frecuencia de publicación de la misma se reduciría de seis a dos números por año para centrarse en las operaciones digitales.

## Junta de la organización
El presidente actual es Stephen J. Adler, quien también se desempeña como editor en jefe de Reuters.
El anterior presidente de la revista fue Victor Navasky, profesor de la Escuela de Periodismo de la Universidad de Columbia y exeditor del políticamente progresista The Nation. Según el editor ejecutivo Michael Hoyt, el papel de Navasky es «99% financiero» y «no impulsa nada editorialmente». Hoyt también ha declarado que Navasky ha «aprendido cómo hacer que una pequeña revista de ideas se vuelva negra, y está tratando de idear algunas estrategias para nosotros».

## Finanzas
CJR es una entidad sin fines de lucro y depende de la recaudación de fondos para financiar sus operaciones. Los donantes de CJR incluyen la Open Society Foundations de George Soros.
En agosto de 2007, Michael Hoyt, editor ejecutivo de CJR desde 2003, dijo que los ingresos de la revista en 2007 superarían los gastos en aproximadamente $ 50 000, con estimaciones de un superávit de $ 40 000 en 2008. Hoyt atribuyó los excedentes a una combinación de algunos recortes de personal, como no reemplazar a tres editores que se fueron, y un aumento en la recaudación de fondos. Las donaciones a la CJR en los últimos tres años han incluido alrededor de $ 1,25 millones de un grupo de veteranos de las noticias encabezados por el exeditor ejecutivo de The Philadelphia Inquirer, Eugene Roberts.
A mediados de 2007, la CJR contaba con un personal de ocho personas, un presupuesto anual de $ 2,3 millones y una circulación en papel de aproximadamente 19 000, incluidas 6000 suscripciones para estudiantes. Las suscripciones a un boletín de Internet titulado The Media Today han comenzado, pero a partir de 2017, los números de inscripción no están disponibles y no contribuyen a estas cifras de circulación.

## Editor
En 2016, Kyle Pope, quien se había desempeñado como editor en jefe de The New York Observer, fue anunciado como el nuevo editor de CJR, en reemplazo de Liz Spayd, que fue anunciada como la sexta editora pública de The New York Times. El 24 de julio de 2017 en Washington D. C., Pope se dirigió al bipartidista Foro sobre Libertades de Prensa del Comité Judicial de la Cámara de Representantes de los Estados Unidos sobre las preocupaciones de que las acciones de Donald Trump durante su campaña y después de su elección como presidente de los Estados Unidos socavan la libertad de prensa constitucional.